# آرمنیا، اکوادور
آرمنیا (به اسپانیایی: Armenia) یک منطقهٔ مسکونی در اکوادور است که در استان پیچینچا واقع شده‌است.